# 急行線

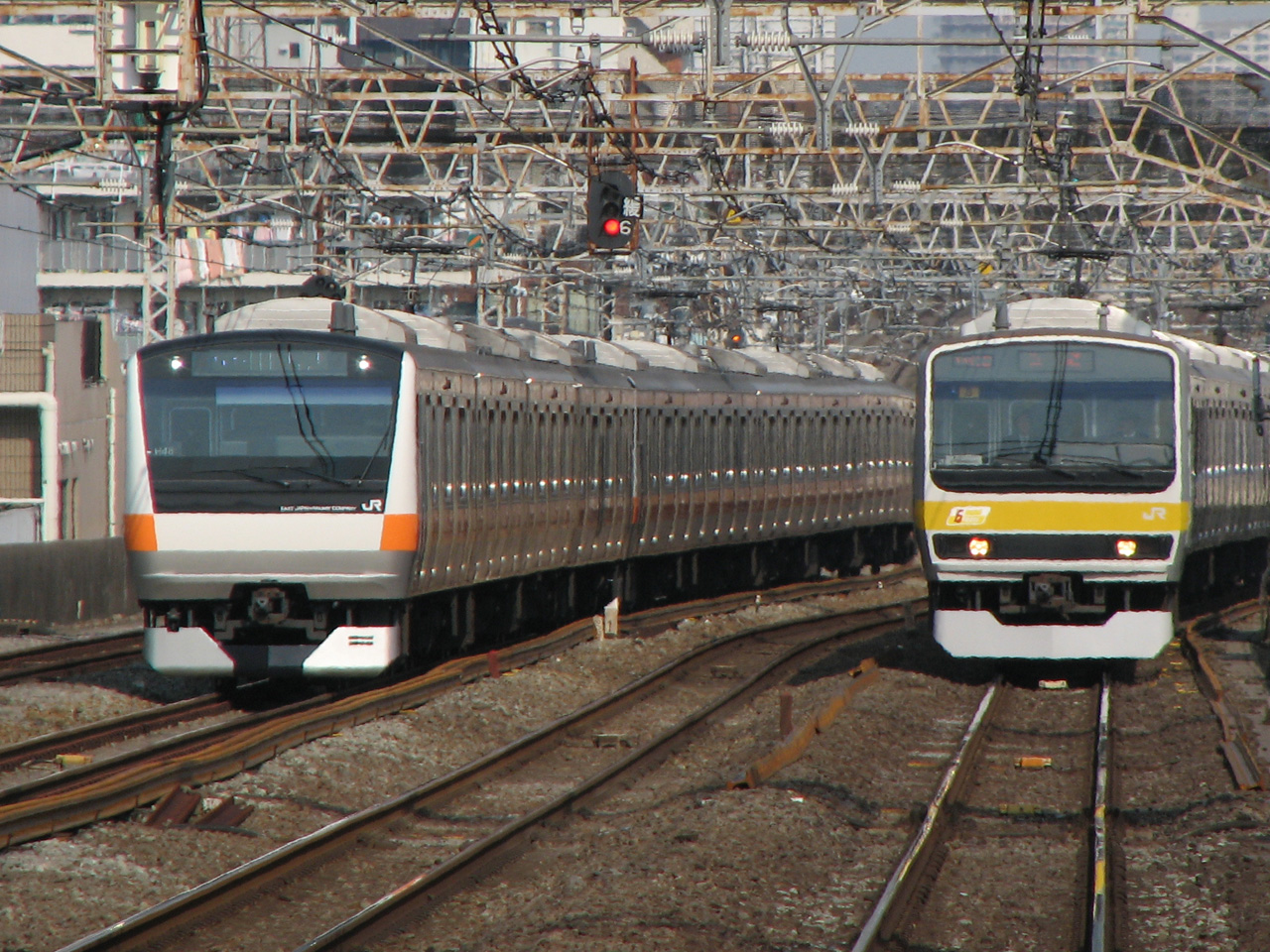
JR東日本の中央線の場合は線路別（同じ方向の急行線電車と緩行線電車）で、左が急行線

急行線（きゅうこうせん）は、鉄道の複々線区間で、主に速達列車が走る線路を指す呼称である。その路線を運行する列車自体を指す場合もある。これに対して、主に各駅停車が走行する線路は緩行線（かんこうせん）という。

## 急行線・緩行線敷設路線

### 東日本旅客鉄道（JR東日本）
中央本線（中央快速線、中央・総武緩行線）
- 御茶ノ水駅 - 三鷹駅間（ただし平日は中野駅 - 三鷹駅間において快速も各駅に停車する）

総武本線（総武快速線、中央・総武緩行線）
- 錦糸町駅 - 千葉駅間

常磐線（常磐快速線、常磐緩行線）
- 綾瀬駅（快速線にはホームがない） - 取手駅間（ただし我孫子駅 - 取手駅間は快速も各駅に停車、緩行線の運転は平日のラッシュ時のみ）

東日本旅客鉄道（JR東日本）では「快速線」（かいそくせん）と呼ぶ場合が多いが、中央本線は電車区間の料金不要速達列車を1961年まで「急行電車」と称していたこともあり、「急行線」が正式な名称である。

### 小田急電鉄
小田原線
- 代々木上原駅 - 向ヶ丘遊園駅間（ただし、登戸駅 - 向ヶ丘遊園駅間は上り線のみ）

### 東武鉄道
伊勢崎線（東武スカイツリーライン）
- 北千住駅 - 北越谷駅間

東上本線
- 和光市駅 - 志木駅間（ただし、全駅でどちらの線路にもホームが設置されている）

### 西武鉄道
池袋線
- 練馬駅 - 石神井公園駅間

### 京阪電気鉄道
京阪本線
- 天満橋駅 - 寝屋川信号所間

### 南海電気鉄道
南海本線
- 岸里玉出駅 - 住ノ江駅間